# Lluís Miró i Doñate
Lluís Miró i Doñate (Barcelona, 3 de març, 1913 - Barcelona, 15 de setembre, 1991) fou un futbolista i entrenador de futbol català.

## Trajectòria
Fou porter del FC Barcelona durant la post-guerra, essent habitualment el suplent de Joan Josep Nogués.
Posteriorment fou un destacat entrenador. Dirigí a clubs com el València CF, Sevilla FC i també el FC Barcelona, on fou el primer entrenador d'Enric Llaudet però fou, més tard, substituït per Ladislau Kubala. També dirigí amb èxit a l'Olympique de Marsella i l'AS Roma, acabant aquesta etapa amb el CD Málaga. Posteriorment fou president del Col·legi Català d'Entrenadors.

## Palmarès
- Copa d'Espanya: 1942